# 茉莉花 (電影)
茉莉花是1980年上映的台灣電影，由新亞電影公司出品，導演陳俊良，屬於抗日電影。
《茉莉花》由王冠雄、邵佩玲、張艾嘉等人主演，王冠雄因而於1980年奪得第17屆金馬獎最佳男主角獎。邵佩玲也以此片奪得金馬獎最佳女配角。張艾嘉也因此片入圍金馬獎最佳女主角。